# ميلوجكو فاسيليتش
ميلوجكو فاسيليتش مواليد 8 يوليو 1989 في صربيا، هو لاعب كرة سلة صربي. بدأ مسيرته الاحترافية في سنة 2005. يلعب في الدوري السلوفيني لكرة السلة كلاعب وسط.

## المسيرة الاحترافية
لعب مع نادي إف إم بي لكرة السلة من سنة 2009 إلى 2013، ثم لعب مع كاربوش سوكولي في سنة 2014، ثم لعب مع نادي هوبسي بولزلا لكرة السلة في سنة 2017.

## روابط خارجية
- ميلوجكو فاسيليتش على موقع كرة السلة الأوروبية.كوم (الإنجليزية)
- ميلوجكو فاسيليتش على موقع ريلجم (الإنجليزية)
- ميلوجكو فاسيليتش على موقع بروبوليرز (الإنجليزية)